# Belgique aux Jeux olympiques d'hiver de 1924
La Belgique participe aux Jeux olympiques d'hiver de 1924 à Chamonix en France du 24 janvier au 5 février 1924.
L'équipe de Belgique olympique remporte une médaille (de bronze), lors de ces premiers Jeux olympiques d'hiver de 1924 à Chamonix, se situant à la 10e place des nations au tableau des médailles.

## Médaillés
| Sport                   | Discipline | Athlète(s)                                                                           | Performance | Date |
| Médailles de bronze : 1 |            |                                                                                      |             |      |
| Bobsleigh               | Bob à 4/5  | Charles Mulder René Mortiaux Paul van den Broeck Victor Verschueren Henri P. Willems | 3e place    |      |

## Résultats

### Bobsleigh
| Bob  | Athlètes (pilote listé en premier)                                                | Manche 1      | Manche 1 | Manche 2      | Manche 2 | Manche 3      | Manche 3 | Manche 4      | Manche 4 | Total        | Total  |
| Bob  | Athlètes (pilote listé en premier)                                                | Temps         | Rang     | Temps         | Rang     | Temps         | Rang     | Temps         | Rang     | Temps        | Rang   |
| ---- | --------------------------------------------------------------------------------- | ------------- | -------- | ------------- | -------- | ------------- | -------- | ------------- | -------- | ------------ | ------ |
| no 6 | Charles Mulder René Mortiaux Paul Van den Broeck Victor Verschueren Henri Willems | 1 min 29 s 89 | 3e       | 1 min 34 s 22 | 3e       | 1 min 29 s 98 | 3e       | 1 min 28 s 20 | 3e       | 6 min 2 s 29 | Bronze |

### Hockey sur glace
Neuf nations s'inscrivent pour le tournoi de hockey sur glace. Cependant, suivant le retrait de l'Autriche, seul huit y prennent part, celles-ci étant réparties en deux groupes de quatre pour le premier tour dont les deux premiers se qualifient pour la Poule finale.

#### Tour préliminaire
| 28 janvier | États-Unis | 19-0 (9-0, 6-0, 4-0) | Belgique | Stade olympique |

| 30 janvier | Grande-Bretagne | 19-3 (8-1, 6-1, 5-1) | Belgique | Stade olympique |

| 31 janvier | France | 7-5 (3-3, 3-1, 1-1) | Belgique | Stade olympique |

| Clt   | Équipe          | PJ | V | D | N | BP | BC | Pts |
| ----- | --------------- | -- | - | - | - | -- | -- | --- |
| +001, | États-Unis      | 3  | 3 | 0 | 0 | 52 | 0  | 6   |
| +002, | Grande-Bretagne | 3  | 2 | 1 | 0 | 34 | 16 | 4   |
| +003, | France          | 3  | 1 | 2 | 0 | 9  | 42 | 2   |
| +004, | Belgique        | 3  | 0 | 3 | 0 | 8  | 45 | 0   |

- Qualifiés pour la Poule finale

### Patinage artistique

#### Individuels messieurs
| Athlètes     | Nature des figures | Juge 1 | Juge 1 | Juge 2 | Juge 2 | Juge 3 | Juge 3 | Juge 4 | Juge 4 | Juge 5 | Juge 5 | Juge 6 | Juge 6 | Juge 7 | Juge 7 | Total   | Total | Total |
| Athlètes     | Nature des figures | Notes  | Place  | Notes  | Place  | Notes  | Place  | Notes  | Place  | Notes  | Place  | Notes  | Place  | Notes  | Place  | Moyenne | Somme | Rang  |
| ------------ | ------------------ | ------ | ------ | ------ | ------ | ------ | ------ | ------ | ------ | ------ | ------ | ------ | ------ | ------ | ------ | ------- | ----- | ----- |
| Freddy Mésot | Imposés            | 145,50 | 9e     | 143,50 | 9e     | 223,25 | 6e     | 174    | 8e     | 125,75 | 9e     | 183,75 | 8e     | 172    | 5e     | 266,18  | 54    | 9e    |
| Freddy Mésot | Libres             | 87,75  | 9e     | 68,25  | 9e     | 110,50 | 6e     | 110,50 | 8e     | 94,25  | 9e     | 104    | 8e     | 120,25 | 5e     | 266,18  | 54    | 9e    |
| Freddy Mésot | Total              | 233,25 | 9e     | 211,75 | 9e     | 333,75 | 6e     | 284,50 | 8e     | 220    | 9e     | 287,75 | 8e     | 292,25 | 5e     | 266,18  | 54    | 9e    |

#### Couples
| Athlètes                          | Nature des figures | Juge 1 | Juge 1 | Juge 2 | Juge 2 | Juge 3 | Juge 3 | Juge 4 | Juge 4 | Juge 5 | Juge 5 | Juge 6 | Juge 6 | Juge 7 | Juge 7 | Total   | Total | Total |
| Athlètes                          | Nature des figures | Notes  | Place  | Notes  | Place  | Notes  | Place  | Notes  | Place  | Notes  | Place  | Notes  | Place  | Notes  | Place  | Moyenne | Somme | Rang  |
| --------------------------------- | ------------------ | ------ | ------ | ------ | ------ | ------ | ------ | ------ | ------ | ------ | ------ | ------ | ------ | ------ | ------ | ------- | ----- | ----- |
| Georgette Herbos Georges Wagemans | Composition        | 5      | 3e     | 4,25   | 4e     | 4,75   | 6e     | 4      | 7e     | 4      | 7e     | 4,40   | 4e     | 5      | 6e     | 8,82    | 37    | 5e    |
| Georgette Herbos Georges Wagemans | Exécution          | 5      | 3e     | 5      | 4e     | 4,25   | 6e     | 4      | 7e     | 3,50   | 7e     | 4,75   | 4e     | 3,75   | 6e     | 8,82    | 37    | 5e    |
| Georgette Herbos Georges Wagemans | Total              | 10     | 3e     | 9,25   | 4e     | 9      | 6e     | 8      | 7e     | 7,50   | 7e     | 9,25   | 4e     | 8,75   | 6e     | 8,82    | 37    | 5e    |

### Patinage de vitesse

#### 500m
| Épreuve | Athlète                | Course      | Course |
| Épreuve | Athlète                | Temps       | Rang   |
| ------- | ---------------------- | ----------- | ------ |
| 500 m   | Louis de Ridder        | 52 s 8      | 19e    |
| 500 m   | Gaston van Hazebroeck  | 55 s 8      | 22e    |
| 500 m   | Philippe van Volckxsom | 56 s 4      | 23e    |
| 500 m   | Marcel Moens           | 1 min 2 s 2 | 26e    |

#### 1 500m
| Épreuve | Athlète                | Course       | Course |
| Épreuve | Athlète                | Temps        | Rang   |
| ------- | ---------------------- | ------------ | ------ |
| 1500 m  | Gaston van Hazebroeck  | 2 min 54 s 8 | 17e    |
| 1500 m  | Louis de Ridder        | 3 min 1 s 8  | 19e    |
| 1500 m  | Philippe van Volckxsom | 3 min 14 s 6 | 20e    |
| 1500 m  | Marcel Moens           | 3 min 16 s 8 | 21e    |

#### 5 000m
| Épreuve | Athlète               | Course        | Course |
| Épreuve | Athlète               | Temps         | Rang   |
| ------- | --------------------- | ------------- | ------ |
| 5000 m  | Gaston van Hazebroeck | 10 min 13 s 8 | 17e    |
| 5000 m  | Marcel Moens          | 11 min 30 s 4 | 21e    |

#### Combiné
Distances: 500 m; 1 000 m; 5 000 m & 10,000 m.
| Athlète                | Après distance 1 | Après distance 1 | Après distance 1 | Après distance 2 | Après distance 2 | Après distance 2 | Après distance 3 | Après distance 3 | Après distance 3 | Total  | Total | Total |
| Athlète                | Points           | Score            | rang             | Points           | Score            | rang             | Points           | Score            | rang             | Points | Score | rang  |
| ---------------------- | ---------------- | ---------------- | ---------------- | ---------------- | ---------------- | ---------------- | ---------------- | ---------------- | ---------------- | ------ | ----- | ----- |
| Philippe van Volckxsom | 17.5             | 56.40            | 17               | DNF              | DNF              | DNF              | DNF              | DNF              | DNF              | DNF    | DNF   | DNF   |
| Gaston van Hazebroeck  | 16               | 55.80            | 16               | 24               | 117.18           | 12               | 33               | 175.45           | 11               | DNF    | DNF   | DNF   |
| Louis de Ridder        | 13               | 52.80            | 13               | DNF              | DNF              | DNF              | DNF              | DNF              | DNF              | DNF    | DNF   | DNF   |